# 薩米特鎮區 (密歇根州傑克遜縣)
薩米特鎮區（英語：Summit Township）是位於美國密歇根州傑克遜縣的一個行政鎮區。

## 地方資料
薩米特鎮區的面積為77.73平方千米，當中陸地面積為75.35平方千米，而水域面積為2.38平方千米。根據2020年美國人口普查的數據，當地共有人口22920人，而人口密度為每平方千米294.87人。